# Windows Easy Transfer
Windows Easy Transfer (z ang. „łatwy transfer w systemie Windows”, skrót WET) – wyspecjalizowany, opracowany przez Microsoft program do przesyłania plików, używany do ich wymiany między komputerami z różnymi (często starsza i nowszą) wersjami systemu Windows. Został wprowadzony w systemie Windows Vista i został zawarty w kolejnych wersjach, jednak jego rozwój przerwano, i nie znalazł się w komponentach systemu Windows 10. Zastępuje „Kreator transferu plików i ustawień” – przestarzały już program przeznaczony dla systemu Windows XP o podobnym działaniu.

## Historia
- Dla systemu Windows 2000 Microsoft stworzył program User State Migration Tool(inne języki) – narzędzie wiersza poleceń, które pozwalało użytkownikom tego systemu i jego starszych wersji (do Windows NT 4.0), przeznaczone do migracji ustawień między systemami. Aplikacja nie posiadała środowiska graficznego.
- Następnie powstał Kreator transferu plików i ustawień dla systemu Windows XP. Narzędzie to można uruchomić bezpośrednio z płyty CD systemu. Umożliwiał przesłanie danych na dyskietkę lub dysk zip.
- Wstępna wersja oprogramowania została zaprezentowana na Windows Hardware Engineering Conference(inne języki) przez Jima Allchina(inne języki) w 2004 roku. Obsługiwała już transfer danych przy pomocy USB.

## Możliwości
Między wszystkimi wersjami systemów Windows można przesyłać pliki i foldery. Przenoszenie danych od systemu Windows 2000 do nowszej wersji obejmuje jedynie konta użytkowników, wpisy rejestru i ustawienia systemu. WET nie obsługuje przenoszenia i otwierania starych aplikacji.

## Metody transferu
Istnieje kilka sposobów transferu plików dostępnych w WET:
| Metoda                | Uwagi                                                  |
| --------------------- | ------------------------------------------------------ |
| Łatwy transfer kablem | niedostępny w Windows 8                                |
| Sieć komputerowa      | wymaga stałego połączenia z internetem podczas procesu |
| Nagrywarka CD/DVD     | wymaga odpowiedniej liczby płyt                        |
| Pamięć flash/USB      | wymaga gniazd USB                                      |